# Maratona aquática no Campeonato Mundial de Esportes Aquáticos de 2013 - 25 km masculino
A prova de 25 quilômetros masculino da maratona aquática no Campeonato Mundial de Esportes Aquáticos de 2013 foi realizada no dia 27 de julho em Moll de la Fusta em Barcelona. 

## Medalhistas
| Ouro              | Prata                | Bronze                |
| Thomas Lurz (GER) | Brian Ryckeman (BEL) | Evgeny Drattsev (RUS) |

## Resultados
Estes foram os resultados da prova. 
| Pos.              | Nadador               | Nacionalidade  | Tempo     |
| ----------------- | --------------------- | -------------- | --------- |
| Medalha de ouro   | Thomas Lurz           | Alemanha       | 4:47:27.0 |
| Medalha de prata  | Brian Ryckeman        | Bélgica        | 4:47:27.4 |
| Medalha de bronze | Evgeny Drattsev       | Rússia         | 4:47:28.1 |
| 4                 | Alex Meyer            | Estados Unidos | 4:47:28.2 |
| 5                 | Allan do Carmo        | Brasil         | 4:47:30.1 |
| 6                 | Spyridon Gianniotis   | Grécia         | 4:47:31.3 |
| 7                 | Simone Ruffini        | Itália         | 4:47:42.7 |
| 8                 | Guillermo Bertola     | Argentina      | 4:47:44.8 |
| 9                 | Philippe Guertin      | Canadá         | 4:48:46.8 |
| 10                | Jan Pošmourný         | Chéquia        | 4:48:53.4 |
| 11                | Shahar Resman         | Israel         | 4:48:53.5 |
| 12                | Bertrand Venturi      | França         | 4:48:58.3 |
| 13                | Gergely Gyurta        | Hungria        | 4:49:03.9 |
| 14                | Jordan Wilimovsky     | Estados Unidos | 4:49:11.1 |
| 15                | Diogo Villarinho      | Brasil         | 4:50:31.3 |
| 16                | Luis Bolanos          | Venezuela      | 4:50:52.7 |
| 17                | Antonios Fokaidis     | Grécia         | 4:50:55.1 |
| 18                | Phillip Ryan          | Nova Zelândia  | 4:50:57.2 |
| 19                | Rhys Mainstone-Hodson | Austrália      | 4:51:08.2 |
| 20                | Axel Reymond          | França         | 4:53:47.2 |
| 21                | Valerio Cleri         | Itália         | 4:55:16.5 |
| 22                | Libor Smolka          | Chéquia        | 4:58:13.7 |
| 23                | Vladimir Dyatchin     | Rússia         | 4:58:18.0 |
| 24                | Vitaliy Khudyakov     | Cazaquistão    | 4:58:18.1 |
| 25                | Martín Carrizo        | Argentina      | 5:01:43.1 |
| 26                | Richard Weinberger    | Canadá         | 5:02:32.6 |
| 27                | Arseniy Lavrentyev    | Portugal       | 5:03:12.8 |
| 28                | Troyden Prinsloo      | África do Sul  | 5:03:19.8 |
| 29                | Weng Jingwei          | China          | 5:04:02.5 |
| 30                | Saleh Mohammad        | Síria          | 5:04:03.6 |
| 31                | Badr Chebchoub        | Tunísia        | 5:33:07.2 |
| 32                | Abdelrahman Esam      | Egito          | 5:33:35.7 |
| 33                | Christian Reichert    | Alemanha       | DNF       |
| 33                | Han Lidu              | China          | DNF       |
| 33                | Ihor Chervynskyi      | Ucrânia        | DNF       |

Legenda
| Recorde mundial       | Recorde mundial (World record)               |                       | Recorde africano                      | Recorde africano (African) |                                           | Q | Classificado por posição (Qualified) |
| Recorde do campeonato | Recorde do campeonato (Championship record)  | Recorde da América    | Recorde da América (Americas)         | q                          | Classificado por melhor tempo (Qualified) |   |                                      |
| Melhor marca do ano   | Melhor marca do ano (World leading)          | Recorde asiático      | Recorde asiático (Asian)              | DNS                        | Não largou (Did not start)                |   |                                      |
| Recorde nacional      | Recorde nacional (National record)           | Recorde europeu       | Recorde europeu (European)            | DNF                        | Não terminou (Did not finish)             |   |                                      |
| Recorde pessoal       | Recorde pessoal do atleta (Personal best)    | Recorde da Oceania    | Recorde da Oceania (Oceania)          | DSQ / DQ                   | Desclassificado (Disqualified)            |   |                                      |
| Recorde da temporada  | Recorde da temporada do atleta (Season best) | Recorde sul-americano | Recorde sul-americano (South America) | NM                         | Sem marca (No mark)                       |   |                                      |